# Анна Валентинович
Анна Валентинович (пол. Anna Walentynowicz, до шлюбу Ганна Любчик; 15 серпня 1929, с. Сінне, нині Садове, Гощанський район, Рівненська область, тоді Польща — 10 квітня 2010, Смоленськ, Росія) — польська громадська діячка (захист прав трудящих), журналістка, дисидентка, письменниця українського походження. Колишня робітниця Корабельні імені Леніна (Гданськ), співзасновниця незалежної профспілки «Солідарність».

## Життєпис

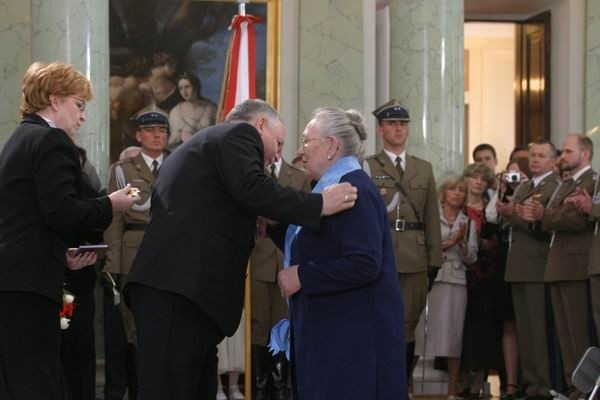
Президент Лех Качинський вручає Анні Валентинович Орден Білого Орла, 3 травня 2006

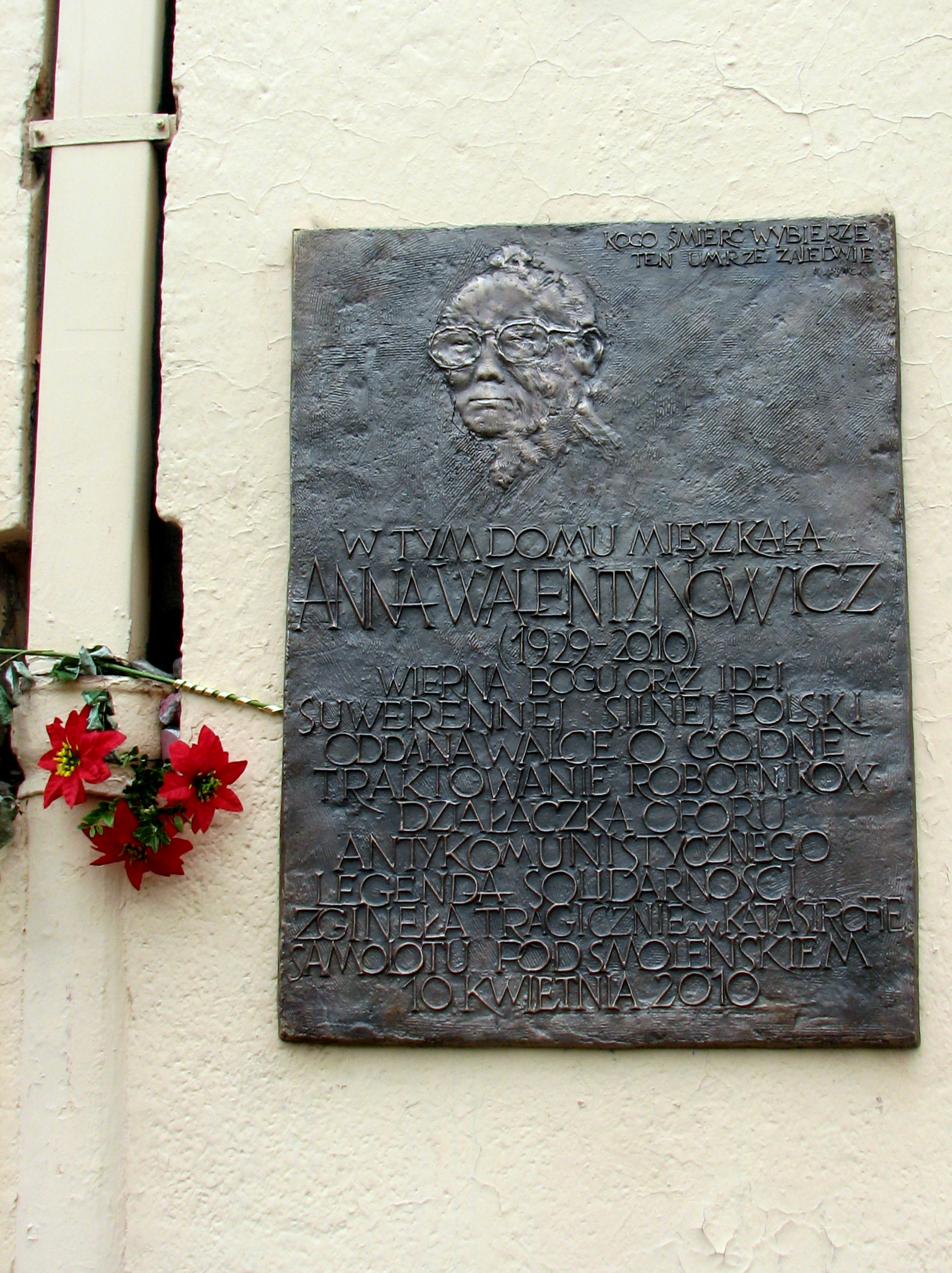
Меморіальна таблиця на будинку, де Валентинович мешкала в останні роки життя

Народилася на вже неіснуючому хуторі біля с. Сінне у багатодітній українській селянській родині штундистів Назара та Приськи (до шлюбу Пашковець) Любчиків. Батько мав 5 дітей від першого шлюбу, від другого — ще 5: Ольга, Петро, Катерина, Василь, Ганна. Мати мала від першого шлюбу з Олексою Сущиком сина Івана, після війни висланого у Сибір на 15 років каторги за співпрацю з УПА. Анна Валентинович 2009 року була на похороні зведеного брата.
Анна закінчила 4 класи сільської школи в Сінному (пізніше німці закрили школу). У 8 років втратила матір (1937), у 1940 році батько одружився втретє, з Марією Озарчук (і мав у цьому шлюбі ще 5 дітей). Через належність сім'ї до штунди записи про родину Любчиків в метричній книзі місцевої православної парафії відсутні.
У період 1939—1941 роки більшовицька влада розкуркулила сім'ю Любчиків — відібрала землю й інвентар.
Тим часом існує й інший варіант родоводу Анни Любчик: вона нібито народилася 15 серпня 1929 року в Рівному, у польській римо-католицькій родині Яна та Александри Любчиків.
Через важкий матеріальний стан родини Анна з 12 років працювала служницею в заможних польських панів Телесницьких, які 1943 року вивезли її до Польщі (причому батькові, який шукав її, вони не повідомили, що везуть її із собою, а самій Анні сказали, що її родина вся загинула під час каральної операції гітлерівців, а рідне село — спалене).
Спочатку родина Телесницьких разом з Анною мешкала в околиці Варшави, згодом — Гданська). Там Анна працювала в сільському господарстві, згодом — у пекарні, пізніше — на маргариновій фабриці.
1950 року після закінчення курсів зварювання почала працювати на Гданській корабельні.
Швидко стала «передовицею праці», виробляла 270 % норми, її світлини публікувалися в пресі. Як член Спілки польської молоді (відповідник комсомолу) брала участь у III Всесвітньому фестивалі молоді і студентів, що проходив 1951 року у Берліні. Втім невдовзі вийшла зі Спілки польської молоді і вступила до жіночої організації, де розпочала боротьбу за права робітників, чим привернула увагу управління безпеки комуністичної Польщі.
1952 року народила сина Януша, але не одружилася з його батьком.
Перейшла у римо-католицтво.
Підірвавши здоров'я через шкідливі умови праці, але не бажаючи йти на пенсію за станом здоров'я, перекваліфікувалася на кранівницю. Продовжувала участь у захисті прав робітників.
Брала участь у страйках 1970 року в Гданську. Наступного року входила до робітничої делегації на зустрічі з обраним після цих подій новим 1-м секретарем ЦК ПОРП Едвардом Ґєреком.
1978 року взяла участь у створенні в Польщі не визнаних владою вільних профспілок, за що була переслідувана комуністичними спецслужбами.
8 серпня 1980 року після 30 років праці на виробництві й за 5 місяців до пенсії Анну Валентинович звільнили з роботи в корабельні. Це стало приводом до початку страйку 14 серпня на гданській корабельні імені Леніна, під час якого виникла незалежна профспілка «Солідарність». Першим пунктом вимог страйкарів було поновлення Валентинович на роботі. Невдовзі після неї з роботи звільнили й Леха Валенсу. Після перемовин «Солідарності» з комуністичним режимом вимоги робітників були задоволені, а Валентинович та Валенсу поновлено на роботі.
Анна Валентинович відігравала активну роль у профспілці на початку творення «Солідарності», але, з її власних слів, добровільно поступилася першою роллю у керівництві профспілки на користь Валенси, мотивуючи це тим, що на переговорах адміністрація може краще порозумітися з чоловіком, ніж із жінкою.
Після введення в Польщі воєнного стану (13 грудня 1981 року) інтернована. За організацію страйку в грудні 1981 року засуджена у березні 1983 року до 1,5 року позбавлення волі (умовно). Через продовження опозиційної діяльності відбула ув'язнення протягом з грудня 1983 — квітня 1984 року.
Ініціювала голодування на знак протесту проти вбивства опозиціонера отця Єжи Попелушка (лютий 1985 — серпень 1986).
У 1980-х роках критикувала тодішнє керівництво «Солідарності» на чолі з Валенсою, називаючи їхню політику «угодовською». Після повалення комуністичного режиму у 1989 році все частіше виступала з гострою критикою політики правлячих партій, що походили із руху «Солідарність».
2003 року відмовилася від звання почесної громадянки Гданська, а 2005 року — від почесної пенсії, запропонованої тодішнім прем'єр-міністром Польщі Мареком Белькою. Не брала участі у святкуванні 25-річного ювілею заснування «Солідарності» (2005), але того ж року була нагороджена президентом США Джорджем Бушем «медаллю Свободи».
Загинула в катастрофі польського президентського літака 10 квітня 2010 року поблизу Смоленська.

## Анна Валентинович і Україна
Рідна сестра Анни Валентинович Ольга Любчик (нар. 1926) мешкає в сусідньому селі Матіївка, що за 15 км від села Садове. Після розпаду СРСР вона намовила батька († 1995) почати пошуки Анни через ЗМІ.
У 1996 році Анна Валентинович дізналася про існування в Україні найближчої родини, після чого розшукала Ольгу Любчик. З цього моменту вона майже щороку відвідувала свою родину в Україні.

## Твори
- 1993 — Тінь майбутнього (пол. Cień przyszłości).[12]

## Вшанування пам'яті
У знак пам'яті матері польської «Солідарності» у селі, де вона народилася, 8 квітня 2019 року на фасаді Садівської ЗОШ відкрили меморіальну таблицю Анни Валентинович.